# سیارک ۳۲۷۱

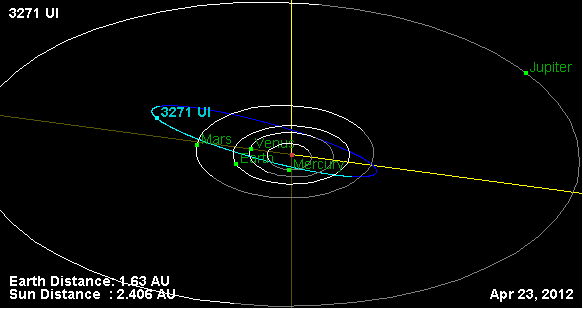
نمایی از محل قرارگیری سیارک ۳۲۷۱ در مدار – ۲۰۱۲

سیارک ۳۲۷۱ (به انگلیسی: 3271 Ul، نامگذاری:1982RB) سه هزار و دویست و هفتاد و یکمین سیارک کشف شده‌است که در ۱۴ سپتامبر ۱۹۸۲ کشف شد.
قدر مطلق سیارک برابر ۱۶٫۷۰ است.